# Scots Wha Hae
Scots Wha Hae (англ. Scots, Who Have; гэльск. Brosnachadh Bhruis) — патриотическая шотландская песня, написанная на шотландском языке скотс. Веками служила неофициальным гимном Шотландии. С 2006 года была вытеснена композициями «Scotland the Brave» и «Flower of Scotland».
Текст песни был написан в 1793 г. Робертом Бёрнсом в виде речи, с которой обратился к своему войску шотландский король Роберт I Брюс перед битвой при Бэннокберне в 1314 году, в которой Шотландия обеспечила восстановление своей независимости от Английского королевства. Хотя слова пренадлежат Бёрнсу, написаны они на мотив народной шотландской мелодии Hey Tuttie Tatie, которую, согласно преданию, играли войска короля Брюса в битве при Бэннокберне и франко-шотландская армия при осаде Орлеана. Несмотря на то, что в основу текста положены события средневековой битвы при Бэннокберне, песня, как полагают, была написана под воздействием радикальных идей, распространённых в Шотландии после Французской революции.

## Текст
| Оригинальный текст 'Scots, wha hae wi' Wallace bled, Scots, wham Bruce has aften led, Welcome tæ yer gory bed, Or tæ Victory. | Русский перевод Шотландцы, которые пролили кровь с Уоллесом, Шотландцы, которых часто вёл Брюс, Перед вами либо кровавое ложе, Либо победа. | Шотландский гэльский перевод Fheachd Alba, thug le Uallas buaidh, 'S tric fo Bhrus bha 'n cogadh cruaidh, Fàilte dhuibh gu fois na h-uaigh, No gu buaidh is sìth. |
| 'Now’s the day, and now’s the hour: See the front o' battle lour, See approach proud Edward’s power - Chains and Slavery.     | Вот день и вот час: Видите угрожающий вражеский строй, Видите приближающуюся силу Эдуарда — Цепи и рабство.                                 | Seo an latha — an uair seo tha, Feuch fo 'n cruaidh a-nuas mar sgàil, Feachd na h-uaill fo Ionbhar dàn', Dhèanamh thràillean dinn.                                |
| 'Wha will be a traitor knave? Wha will fill a coward’s grave? Wha sæ base as be a slave? Let him turn and flee.               | Кто станет предателем? Кого ждет могила труса? Кто подобен рабу? — Пусть он бежит.                                                          | Cò 'na shloightear, feallta, fuar? Cò 'na ghealtar dh’iarradh uaigh? Cò 'na thràill fo shail luchd-fuath? Clis bi bhuam fhir-chlith.                              |
| 'Wha, for Scotland’s king and law, Freedom’s sword will strongly draw, Freeman stand, or Freeman fa', Let him on wi me.       | Кто за короля и закон, Обнажите меч свободы, Стоять свободным или умереть свободным, Пусть следует за мной.                                 | Cò às leth a Thìr, 's a Còir Thairrneas stàillinn chruaidh 'na dhòrn? Buaidh an àird, no bàs le glòir! Lean a dheòin do Rìgh.                                     |
| 'By Oppression’s woes and pains, By your sons in servile chains! We will drain our dearest veins, But they shall be free.     | Чтобы избежать угнетения, Чтобы ваши сыновья не были в цепях рабства, Мы прольем кровь, Но будем свободными.                                | Air ar bruid fo shluagh neo-chaomh, Air bhur n-àl an sàs san daors', Tràighidh sinn ar fuil 's an raon, Bheir sinn saors' d' ar linn.                             |
| 'Lay the proud usurpers low, Tyrants fall in every foe, Liberty’s in every blow! - Let us do or dee.                          | Пусть гордые узурпаторы падут, Тираны погибают, Свобода в каждом ударе, Победим или умрём!                                                  | Sìos na coimhich bhorb gur bas! Sreath gun ìochd — gach ceann thig 'bhàin, Saorsa thig an lorg gach stràic. Buaidh no bàs man till.                               |